# Neodasyscypha
Neodascypha Suková & Spooner – rodzaj grzybów z rodziny Lachnaceae.

## Systematyka i nazewnictwo
Pozycja w klasyfikacji według Index Fungorum
Lachnaceae, Helotiales, Leotiomycetidae, Leotiomycetes, Pezizomycotina, Ascomycota, Fungi.
Takson utworzyli Markéta Suková i Brian Martin Spooner w 2005 r. Synonimy: Dasyscypha Fuckel 1870, Neodasyscypha Spooner 1987.
Gatunki
- Neodasyscypha cerina (Pers.) Spooner 2005
- Neodasyscypha subciboria (Rodway) Spooner 2005

Nazwy naukowe i wykaz gatunków na podstawie Index Fungorum.